# Bahnhof Berlin Bornholmer Straße
Berlin Bornholmer Straße er en jernbanestation distriktet Prenzlauer Berg i Berlin. Den betjener Berlin S-Bahn og M13-linjen af Berlin Straßenbahn.

## Historie
Stationen åbnede 1. oktober 1935, på stedet hvor Nordbahn-linjen fra Berlin til Stralsund krydsede jernbanelinjen til Stettin, hvor gaden opkaldt efter øen Bornholm krydsede sporene. Da Bornholmer Straße station lå lige op ad Berlinmuren blev den lukket 13. august 1961 og blev således en af Berlins spøgelsesstationer, som østlige og vestlige S-Bahn-tog passerede uden stop. Efter Tysklands genforening blev Bornholmer Straße genåbnet 22. december 1990. 
Selv om stationen var lukket var broen Bösebrücke, der spændte over sporene, i 1961 blevet til Bornholmer Straße grænseovergang og forbandt Prenzlauer Berg med den vestberlinske kommune Wedding. Om aftenen den 9. november 1989 samledes tusinder af østberlinere og østtyskere ved broen og forlangte adgang til Vestberlin. Kl. 21:20 var de lokale grænsevagter de første til at åbne overgangen og tillade folk at passere frit ind i Vestberlin, hvor de blev modtaget med jubel. Begivenheden markerede begyndelsen på Berlinmurens fald. 